# Vinnes
Vinnes es una localidad del municipio de Austevoll en la provincia de Hordaland, Noruega. El pueblo se localiza en la zona conocida como Vestre Vinnesvåg, en la costa sudeste de la isla de Huftarøy. Está a 1 km al suroeste de Husavik y a 5 km al este de Bekkjarvik. La escuela de Vinnes tiene su sede aquí.